# Thelypteris saxicola
Thelypteris saxicola är en kärrbräkenväxtart som först beskrevs av Olof Peter Swartz, och fick sitt nu gällande namn av C. Reed. Thelypteris saxicola ingår i släktet Thelypteris och familjen Thelypteridaceae. Inga underarter finns listade.